# Соловьёв, Валерий Юрьевич
Вале́рий Ю́рьевич Соловьёв (род. 15 февраля 1963, Шуя, Ивановская область) — советский и российский актёр театра и кино, Заслуженный артист Российской Федерации (2006).

## Биография
В 1984 году окончил ЛГИТМиК (курс А. Куницына).
С 1987 года — актёр театра им. Ленинского Комсомола (ныне Театр «Балтийский Дом»).
Снимается в телерекламе.
В 2011 году награждён Почётным дипломом Законодательного Собрания Санкт-Петербурга.

## Спектакли и роли
- Бесприданница (А. Островский) / Паратов (Театр «Балтийский Дом»);
- Жизнь Ильи Ильича (А. Гончаров) / Штольц (Театр «Балтийский Дом»);
- Евгений Онегин (А. Пушкин) / Онегин (Театр «Балтийский Дом»);
- Сирано де Бержерак (Э. Ростан) / Де Гиш (Театр «Балтийский Дом»);
- Мастер и Маргарита (М. Булгаков) / Иуда (Театр «Балтийский Дом»);
- Валентинов день (И. Вырыпаев) / Валентин (Театр «Балтийский Дом»);
- Одиночество в сети (Я. Вишневский) / Якуб (Театр «Балтийский Дом»);
- Мадам Бовари (Г. Флобер) / Рудольф Буланже де ля Юшет (Театр «Балтийский Дом»).

## Фильмография

### Актёр
- 2022 — На тебе сошёлся клином белый свет — Стасик;
- 2018—2019 — Морские дьяволы. Рубежи Родины (телесериал) — Горлин;
- 2017 — Чужое лицо — Игорь Михальченко, полковник Следственного комитета;
- 2015 — Охотник за головами — Сергей Сергеевич Маслов, подполковник полиции;
- 2015 — Чужая война — командир;
- 2014 — Охота — Виктор Павлович Рашников, полковник полиции;
- 2014 — Колыбель над бездной — Гриша, миллионер;
- 2013 — Ковбои — Владимир Михайлович Шарыгин, полковник полиции, начальник отдела;
- 2011 — Пётр Первый. Завещание (сериал) — генерал-прокурор Павел Ягужинский;
- 2010 — Ключ Саламандры (Пятая казнь) — микробиолог Вадим;
- 2010 — Подводные камни — Игорь Данилевский, майор;
- 2009 — Одержимый (Джек Потрошитель) — Леонид Полетаев, оперуполномоченный;
- 2009 — Смерть Вазир-Мухтара. Любовь и жизнь Грибоедова — граф Иван Федорович Паскевич, главнокомандующий Кавказской армией;
- 2009 — Подводные камни;
- 2008 — Слепой: Оружие возмездия (сериал) — Уваров Сергей Ильич;
- 2008 — Слепой 3: Программа убивать (сериал);
- 2008 — Боец: Рождение легенды (сериал);
- 2008 — Всё могут короли — Шарль Рамболь;
- 2007 — Закон мышеловки (сериал) — Лукошин;
- 2006 — Тайны следствия-6 — Игорь Леонидович Ползухин, подполковник милиции начальник отдела ОРБ (фильм № 4 «Защита свидетеля»);
- 2005 — Короткое дыхание (ТВ);
- 2005 — Своя чужая жизнь (ТВ);
- 2003 — Агентство «Золотая пуля» — Вадим Резаков, оперативник, друг Обнорского;
- 2002 — Время любить (сериал);
- 1998 — Розабелла и тролль (ТВ);
- 1991 — Мой лучший друг — генерал Василий, сын Иосифа — врач;
- 1988 — Натали (ТВ) — Виталий Мещерский.

### Озвучивание мультфильмов
- 2023 — Три богатыря и Пуп Земли — Добрыня Никитич;
- 2022 — Финник — детектив;
- 2021 — Три богатыря и Конь на троне — Добрыня Никитич;
- 2021 — Плюшевый Бум! — дворецкий;
- 2020 — Конь Юлий и большие скачки — Добрыня Никитич;
- 2020 — Смешарики. Новый сезон — Муравей, Мулентий (эпизоды «Ясень-пень», «Старинный новогодний обычай»);
- 2019 — Урфин Джюс возвращается — Железный Дровосек;
- 2018 — Три богатыря и наследница престола — Добрыня Никитич;
- 2017 — Три богатыря и принцесса Египта — Добрыня Никитич;
- 2017 — Урфин Джюс и его деревянные солдаты — Железный Дровосек;
- 2016 — Три богатыря и морской царь — Добрыня Никитич;
- 2015 — Ангел Бэби — папа Тима и Лизы;
- 2014 — Три богатыря. Ход конём — Добрыня Никитич;
- 2012 — Три богатыря на дальних берегах — Добрыня Никитич;
- 2011 — Смешарики. Начало — морж-судья;
- 2010 — Три богатыря и Шамаханская царица — Добрыня Никитич;
- 2009 — Смешарики — Мулентий (эпизод «Эффект бабушки»);
- 2007 — Илья Муромец и Соловей-Разбойник — Илья Муромец;
- 2006 — Добрыня Никитич и Змей Горыныч — Добрыня Никитич.

### Дубляж и закадровое озвучивание

#### Фильмы

##### Дэниел Крейг
- 2021 — Не время умирать — Джеймс Бонд[3];
- 2015 — 007: Спектр — Джеймс Бонд[3];
- 2012 — 007: Координаты «Скайфолл» — Джеймс Бонд[3];
- 2011 — Девушка с татуировкой дракона — Микаэль Блумквист[3];
- 2008 — Квант милосердия — Джеймс Бонд[4];
- 2006 — Казино «Рояль» — Джеймс Бонд[4].

##### Другие фильмы
- 2009 — Аватар — полковник Майлс Керитч (Стивен Лэнг)[5];
- 2007 — Сокровище нации: Книга тайн — президент США (Брюс Гринвуд)[6];
- 2007 — Человек-паук 3: Враг в отражении[6] — Джозеф 'Робби' Робертсон (Билл Нанн);
- 2006 — Код Да Винчи[6] — епископ Мануэль Арингароса (Альфред Молина);
- 2005 — Правила съёма: Метод Хитча[6] — Алекс 'Хитч' Хитченсон (Уилл Смит);
- 2002 — Умри, но не сейчас — Джеймс Бонд (Пирс Броснан)[4];
- 1990 — Красотка[6] — Эдвард Льюс (Ричард Гир) (дубляж для DVD).

#### Сериалы
- 2001—2002[уточнить] — Санта-Барбара[4] — Си Си Кепвелл (Джед Аллан), другие персонажи.

#### Мультфильмы
- 2010 — Как приручить дракона[6] — Стоик Обширный;
- 2006 — Тачки[6] — Сержант.

#### Игры
- Добрыня Никитич и Змей Горыныч — Добрыня Никитич
- Илья Муромец и Соловей-Разбойник — Илья Муромец
- Три богатыря и Шамаханская царица — Добрыня Никитич / Илья Муромец